# ريتشارد بوسنر
ريتشارد بوسنر (بالإنجليزية: Richard Allen Posner) (ولد في 11 يناير عام 1939) هو قاض، وعالم اقتصاد أمريكي ولد في مدينة نيويورك. كان قاضي دائرة بالولايات المتحدة لمحكمة الاستئناف للدائرة القضائية السابعة بالولايات المتحدة في شيكاغو بين عامي 1981 و2017، وكبير محاضرين في جامعة شيكاغو في كلية القانون. يعد شخصية رائدة في مجالي القانون والاقتصاد، وقد أشارت إليه مجلة الدراسات القانونية بأنه أكثر عالم قانون اقتبس عنه في الأبحاث في القرن العشرين؛ ويعد على نطاق واسع أحد أكبر علماء القانون تأثيرا في الولايات المتحدة.
يعرف بوزنر باتساع ثقافته وبكتابته حول مواضيع خارج اختصاصه الأساسي وهو القانون. وقد تناول في كتاباته وكتبه المتنوعة حقوق الحيوان والنسوية وحظر المخدرات وزواج المثليين وآراء جون مينارد كينيز الاقتصادية وفلسفة الأخلاق الأكاديمية وغيرها من المواضيع.
ألف بوزنر ما يناهز الأربعين كتابا في فلسفة القانون وعلم الاقتصاد والعديد من المواضيع الأخرى بما فيها التحليل الاقتصادي للقانون واقتصاديات العدالة ومشاكل فلسفة القانون والجنس والعقل، والقانون، والبراغماتية والديمقراطية وأزمة الديمقراطية الرأسمالية. يعتبر بوزنر بشكل عام بكون محافظا سياسيا، لكنه في السنوات الأخيرة أبعد نفسه عن مواقع الحزب الجمهوري قاضيا بأحكام أكثر ليبرالية كآراءه إزاء زواج المثليين والإجهاض. وفي كتابه 'فشل الرأسمالية' كتب أن الأزمة المالية عام 2008 دفعته للتحقيق في نظرية الاختيار العقلاني الاقتصادية أو نموذج الاقتصاد الحر 'دعه يعمل دعه يمر'، التي تقع في صلب نظريته الاقتصادية والقانونية.

## مطلع حياته وتعليمه
ولد ريتشارد بوزنر في 11 يناير عام 1939 في مدينة نيويورك. تنحدر عائلة والده من أصول يهودية من رومانيا ووالدته من اليهود الأشكناز من فيينا في النمسا. ارتاد بوزنر بعد الثانوية جامعة ييل وتخرج منها عام 1959 حاملا لشهادة في الآداب بتقدير شرف باختصاص الأدب الإنكليزي وانتخب في أخوية فاي بيتا كابا المرموقة في سنته الأولى. ارتاد بعدها كلية الحقوق في جامعة هارفارد وتخرج عام 1962 بشهادة في الحقوق بتقدير ممتاز وألقى خطبة التخرج لدفعته، وترأس مجلة هارفارد ريفيو.
وبعد عمله ككاتب قضائي للقاضي ويليام ج. برينان في المحكمة العليا للولايات المتحدة (عهد محكمة وارنر) في الفترة بين 1962-1963؛ عمل بوزنر كمحام مستشار لمبعوث التجارة الاتحادي فيليب إيلمان، وسيناقش لاحقا ضرورة إلغاء هذه البعثة. وتابع بالعمل في مكتب المحامي العام في وزارة العدل الأمريكية تحت إشراف المحامي العام ثورغود مارشال.

## مسيرته المهنية القانونية
قبل بوزنر عام 1968 منصبا تدريسيا في كلية ستانفورد للقانون، وانتقل عام 1969 إلى كلية القانون في جامعة شيكاجو، حيث بقي كبير محاضرين، وكان من المحررين المؤسسين لمجلة الدراسات القانونية عام 1972.
وفي 27 أكتوبر عام 1981 رشح الرئيس رونالد ريغان بوزنر ليشغل مقعد القاضي فيليب ويليس تون الفارغ في محكمة الاستئناف الأمريكية في الدائرة القضائية السابعة؛ وقد صدق مجلس الشيوخ الأمريكي لبوزنر في 24 نوفمبر 1981 واستلم مهمته في 1 ديسمبر 1981. عمل كرئيس قضاة المحكمة بين عامي 1993 و2000، وبقي مدرسا بدوام جزئي في جامعة شيكاغو. تقاعد بوزنر من المنصب الفدرالي في 2 سبتمبر 2017.
يعتبر بوزنر براغماتيًا في الفلسفة واقتصاديًا في المنهج القانوني، وقد كتب العديد من المقالات والكتب في طيف واسع من المواضيع ومنها القانون والاقتصاد والقانون والأدب والقضاء الفدرالي والنظرية الأخلاقية والملكية الفكرية والقانون المناهض للاحتكار والمفكرين العامين والتاريخ القانوني. واشتهر أيضا بكتابته عن طيف واسع من الأحداث الحالية ومنها جدل إعادة فرز أوراق الاقتراع في انتخابات الرئاسة عام 2000، والجدال الذي أثير حول علاقة الرئيس بيل كلنتون الغرامية مع مونيكا لوينسكي وإجراءات تنحيته عن منصبه عقب ذلك، بالإضافة لغزو العراق عام 2003.
تقاطعت تحليلاته لفضيحة ليونسكي مع معظم الأحزاب والتقسيمات الفكرية؛ وكان تأثيره الأكبر عبر كتاباته عن القانون والاقتصاد. أطلقت عليه صحيفة النيويورك تايمز «أحد أهم العلماء المناهضين للاحتكار في نصف القرن الفائت». وفي ديسمبر 2004 بدأ بوزنر بمدونة مشتركة مع الفائز بجائزة نوبل الاقتصادي غاري بيكر، وسميت ببساطة «مدونة بيكر-بوزنر». ساهم كلاهما في المدونة حتى قبل وفاة بيكر بقليل في مايو 2014، وأعلن بعدها بوزنر عن توقف المدونة. كما امتلك أيضا مدونة 'ذا أتلانتك' حيث يناقش فيها الأزمة المالية.
ذكر بوزنر عام 2005 كمرشح محتمل ليحل بدلا من ساندرا داي أوكونور نظرا لبروزه كعالم وقاضي استئناف. كتب روبرت إس بويتن في واشنطن بوست بأنه لا يعتقد بأن بوزنر سيتولى المحكمة العليا رغم «ذكائه الواضح»، سيتم انتقاده بسبب 'استنتاجاته التي تتجاوز الحدود' أحيانا، كرأيه 'بأن حكم القانون أمر عرضي ويمكن الاستغناء عنه من الإيديولوجية القانونية'، ونقاشه بأن شراء وبيع الأطفال في السوق الحرة سيؤدي إلى نتائج أفضل من الوضع الحالي، والتبني الذي تنظمه الحكومة ودعمه لتشريع الماريغوانا والمخدرات.

### بوزنر وسلسلة بوزنر
كان القاضي بوزنر موضوع 'سلسلة' من المنشورات (عدة مقابلات سؤال وجواب مع القاضي) قام بها بروفسور القانون في جامعة واشنطن رونالد ك. ل. كولينز. وسميت المنشورات الإثني عشر مجتمعة «بوزنر عن بوزنر»، بدأت في 24 نوفمبر 2014 وانتهت في 5 يناير 2015 وظهرت في مدونة كونكرنت أوبينيونز.

## وصلات خارجية
- ريتشارد بوسنر على موقع IMDb (الإنجليزية)
- ريتشارد بوسنر على موقع إن إن دي بي (الإنجليزية)